# Von Neumann-Bernays-Gödel-verzamelingenleer
De Von Neumann-Bernays-Gödel-verzamelingenleer (NBG) is een axiomatisering van de verzamelingenleer. Zij bouwt voort op de axioma's van de eerste orde predicatenlogica en een aantal extra axioma's uit de verzamelingenleer. NBG is vernoemd naar de wiskundigen, John von Neumann, Paul Bernays en Kurt Gödel, omdat deze verzamelingenleer zich op werken van deze wiskundigen uit respectievelijk de jaren 1925/1927, 1937 en 1940 baseert. NBG is gelijkwaardig aan de meer wijdverbreide Zermelo-Frankel-Cantor-verzamelingenleer (ZFC). In tegenstelling tot ZFC zijn de basisobjecten van NBG geen verzamelingen, maar klassen. Verzamelingen zijn in NBG als volgt gedefinieerd: Een klasse is precies dan een verzameling, wanneer zij een element van een klasse is. Formeel betekent dit: 
{\displaystyle {\mathit {Vrz}}(X):\leftrightarrow \exists Y:X\in Y}
Klassen hebben alleen verzamelingen als elementen. Men kan klassen zien als samenvoegingen van objecten, die aan een bepaalde eigenschap voldoen. Klassen die geen verzamelingen zijn, worden als echte klassen aangeduid.

## Geschiedenis
De eerste variant van de NBG, door John von Neumann in de jaren 1920, nam functies en niet verzamelingen als basisobject. In een reeks van artikelen die in jaren 1937-54 werden gepubliceerd, wijzigde Paul Bernays Von Neumanns theorie zodanig dat verzamelingen en lidmaatschap van verzamelingen de basisobjecten werden. In 1940 versimpelde Gödel, terwijl hij onderzoek deed naar de onafhankelijkheid van de Continuümhypothese, de theorie en ontdekte hij dat de Von Neumann-Bernays-Gödel-verzamelingenleer "eindig" kon worden geaxiomatiseerd. In 1961 toonde Richard Montague aan dat ZFC niet op eindige wijze kan worden geaxiomatiseerd.